# Leendert Janzee

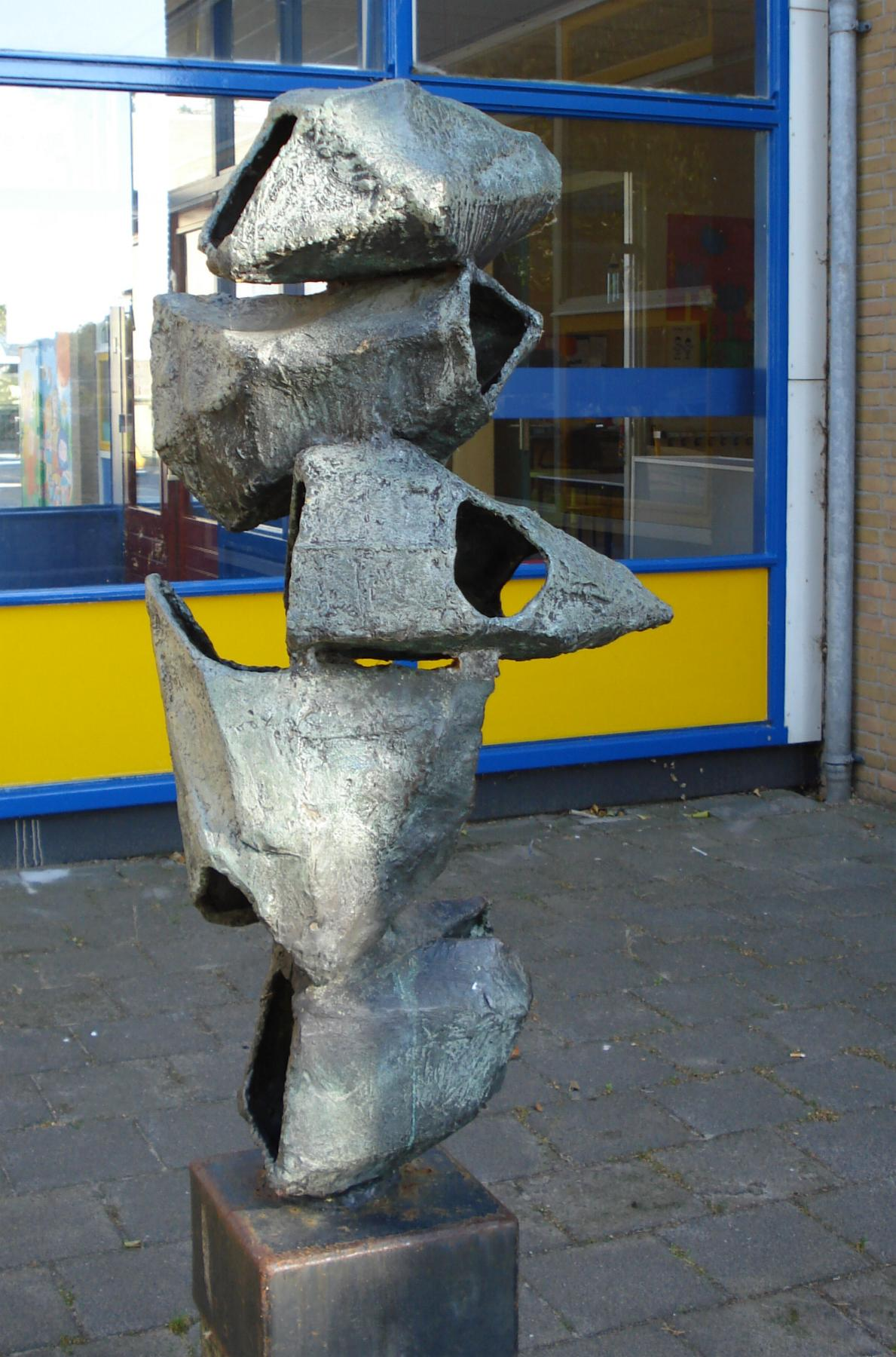
Spacebulbs (1965)

Leendert Janzee (Gouda, 30 augustus 1940 – Rotterdam, 28 oktober 1972) was een Nederlandse beeldhouwer, tekenaar en ontwerper.

## Leven en werk
Janzee studeerde aan de Academie van Beeldende Kunsten en Technische Wetenschappen in Rotterdam en de Accademia di Belle Arti di Brera in Milaan.
De kunstenaar woonde en werkte vanaf 1967 in Amsterdam. Zijn beeldhouwwerk behoorde tot de abstracte kunst. Janzee pleegde in 1972 zelfmoord. Met actrice Willeke van Ammelrooy had hij een dochter, de regisseur-producer Denise Janzee. Met de Rotterdamse kunstenares Marianne Reiniera Groen was hij tot aan zijn dood gehuwd en hij had uit dit huwelijk een zoon die naar zijn vader vernoemd was.
Janzee was medespeler in de film Louisa, een woord van liefde uit 1972, waarin Van Ammelrooy de hoofdrol speelde.

## Enkele werken
- zonder titel - beton,[6] Bertrand Russellplaats in Rotterdam-Ommoord
- Spacebulbs (1965), Lengweg in Rotterdam-Hoogvliet
- Zuil (1968) - een middels geluid aan te sturen beeldlijn,[7][8] collectie Stedelijk Museum in Amsterdam

- Biografisch Portaal: 60743140
- RKD-Nederlands Instituut voor Kunstgeschiedenis: 41971